# Wolves
Wolves е третият студиен албум на германската мелодична дет метъл група Deadlock. Издаден е от лейбъла Lifeforce Records на 13 април 2007 г. в Германия, Австрия и Швейцария, на 16 април в Европа и на 29 май в САЩ. Това е първият албум, в който вокалистката Сабине Венигер участва като официален и пълноправен член на Deadlock.
Издаването на „Wolves“ е отпразнувано с концерт на 13 април в Лайпциг, с участието на гост-групите Shall Burn, Neaera and Six Pound God.
Автори на музиката към албума са Себащиан Райхъл, Тобиас Граф и Сабине Венигер. Автор на текстовете е Йоханес Прем. Художественото оформление е дело на Марк Краемер.
Към песента „Code Of Honor“ е заснет първият видеоклип на групата.

## Участници
- Сабине Венигер – вокали
- Йоханес Прем – вокали
- Тобиас Граф – ударни
- Томас Хушка – бас
- Себащиан Райхъл – китари
- Герт Римен – китари